# Arkivcentrum Syd

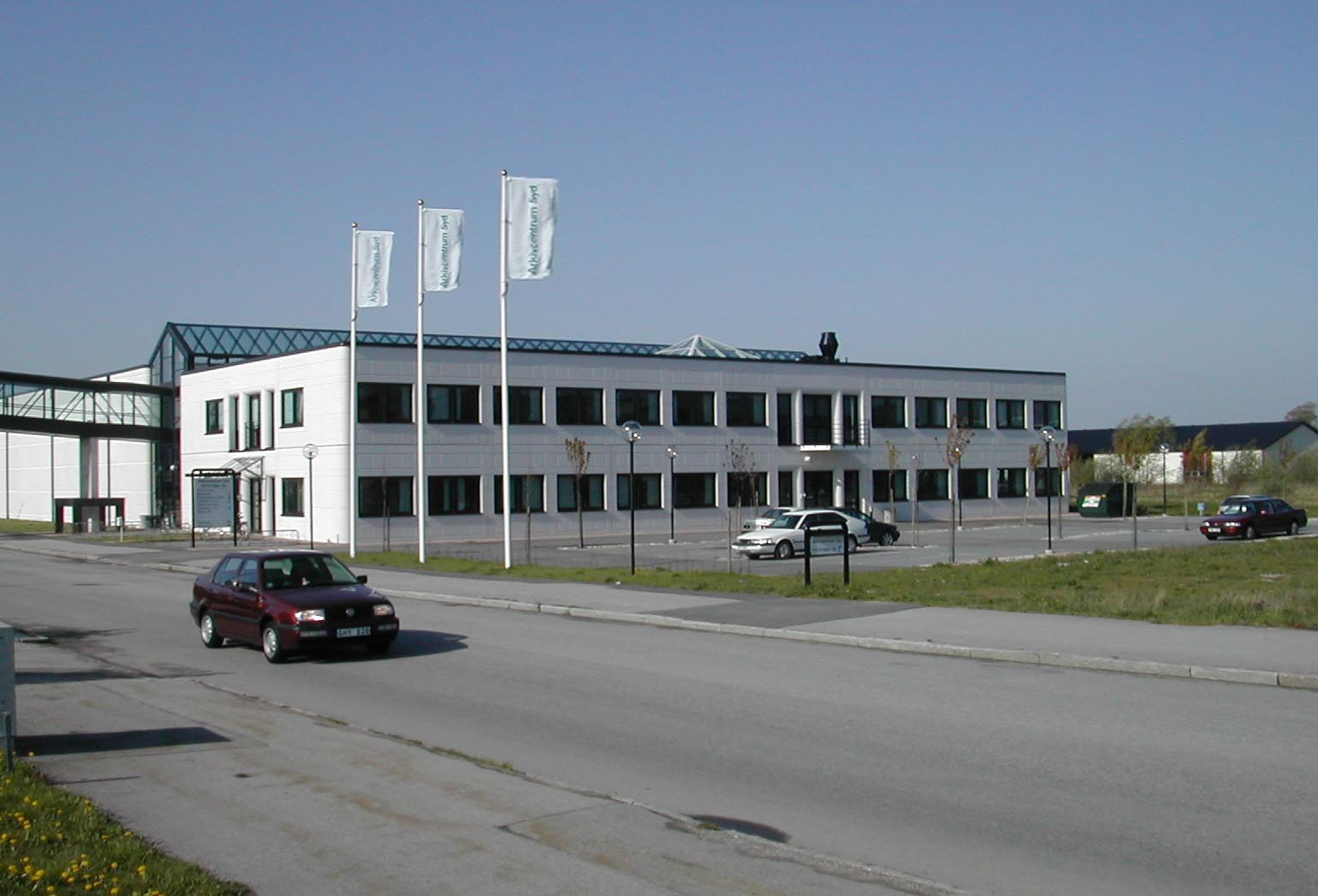
Arkivcentrum Syd sett från Porfyrvägen, våren 2004.

Arkivcentrum Syd (ACS) är såväl en fysisk anläggning omfattande ett flertal lokaler för förvaring och tillgängliggörande av arkiv som en löpande samverkan mellan de olika arkivinstitutioner som är verksamma häri. De senare utgörs av såväl statliga som kommunala och privata arkivinstitutioner med södra Sverige i allmänhet och Skåne i synnerhet som arbetsområde. Arkivcentrum Syd är beläget på Gastelyckan i sydöstra delen av Lund.

## Historik
Initiativtagare till byggandet av Arkivcentrum Syd var Landsarkivet i Lund, Region Skåne och Lunds universitet, vilka alla vid denna tidpunkt hade akuta behov av större och mer ändamålsenliga arkivlokaler. Under projekteringens gång anslöt sig flera ytterligare organisationer till samverkansprojektet (se lista nedan). 
Arkivcentrum Syds lokaler uppfördes 2002-2003 efter ritningar av Hultin & Lundquist Arkitekter. Härvid inkorporerades två äldre befintliga arkivmagasin tillhöriga Landsarkivet i den nya anläggningen, vilken officiellt invigdes den 25 april 2003.
Den 1 maj 2012 öppnades de nya publika delarna med bland annat helt nya, moderna läsesalar, ny reception, hörsal och konferenslokaler.

## Nuvarande kapacitet
Arkivcentrum Syd har i dagsläget en kapacitet att rymma ca 450 000 hyllmeter. Härtill finns gemensamma läsesalar med plats för 60 personer, en stor hörsal för publik verksamhet, utställningsyta, referensbibliotek utbildnings- och konferenslokaler, kontor för de olika arkivinstitutionernas anställda samt en bokbinderi- och konserveringsverkstad.

## Utbyggnad
i november 2010 inleddes en utbyggnad av Arkivcentrum Syd. Såväl ytterligare ett antal magasin och som fler kontors- och arbetsutrymmen för fler institutioner (inte bara inom arkiv- utan även biblioteks- och museisektorn) uppfördes. Totalt rymmer det utbyggda Arkivcentrum Syd att cirka 440.000 hyllmeter material. Utbyggnaden stod färdig 2013.

## Samverkande institutioner
Följande institutioner är representerade vid Arkivcentrum Syd:
- Landsarkivet i Lund
- Regionarkivet vid Region Skåne
- Lunds universitet genom:
  - Universitetsarkivet
  - Folklivsarkivet med Skånes musiksamlingar
  - Lunds universitets biologiska museum
  - Lunds universitetsbibliotek
- Stadsarkivet i Lunds kommun
- Polisarkivet vid Polismyndigheten i Skåne
- Skånes arkivförbund
- Skånes hembygdsförbund

Härtill är släktforskarföreningarna Skånes Genealogiska Förbund (SGF) och DIS Syd (en lokalförening inom Föreningen för datorhjälp i släktforskningen) också representerade med kontor och personal.